# 제12회 미쟝센 단편 영화제
제12회 미쟝센 단편 영화제는 2013년 6월 27일에 열린 시상식이다.

## 수상 및 후보

### 비정성시 최우수작품상
- 집으로 오는 길 - 김한라 수상

### 사랑에관한짧은필름 최우수작품상
- 소년과 양 - 이형석 수상

### 절대악몽 최우수작품상
- 그레코로만 - 신현탁 수상

### 희극지왕 최우수작품상
- 정모날 - 윤재상 수상

### 4만번의구타 최우수작품상
- 선 - 김수진 수상

### 심사위원특별상
- 주희 - 허정 수상
- 자기만의 방 - 유재욱 수상

### 심사위원 특별상 연기부문
- 108640 - 남호섭 수상
- 충심, 소소 - 이상희 수상

### I love Shorts! 관객상
- 9월이 지나면 - 고형동 수상

### 베스트 오브 무빙 셀프 포트레이트
- 미자 - 전효정 수상

### 박찬욱 감독 특별상
- 달이 기울면 - 정소영 수상

### 미쟝센 촬영상
- 징후 - 김현건 수상
- 징후 - 조재민 수상

### 올레 온라인 관객상
- 거짓말 - 정성임 수상

### 비정성시 부문
- 거짓말 - 정성임
- 내가 다 알아서 할게 - 김상혁
- 다마스 - 임다슬
- 더도 말고 덜도 말고 - 임오정
- 더 재즈 쿼텟 - 유대얼
- 서울유람 - 우문기
- 아쇼크 - 장우진
- 열대야 - 이성일
- 오리엔테이션 - 송윤희
- 오징어 - 박유찬
- 자기만의 방 - 유재욱
- 자기소개서 - 한문수
- 질식 - 권오광
- 집으로 오는 길 - 김한라
- 징후 - 조재민
- 충심, 소소 - 김정인
- 캠퍼스의 봄 - 안승혁

### 사랑에 관한 짧은 필름 부문
- 강철유리 - 김태영
- 난 널 알아 - 조해동
- 남자들 - 남궁선
- 동거 - 왕혜령
- 미자 - 전효정
- 백 번째 오디션 - 김유신
- 사랑의 묘약 - 모칸
- 서울집 - 조현훈
- 섹스킹 - 신주환
- 소년과 양 - 이형석
- 시바타 와 나가오 - 양익준
- 연인의 방 - 전용석
- 왈츠 속의 탱고 - 이경진
- 월동준비 - 이윤형
- 자네 아내와 여행을 가고 싶네 - 모칸
- 9월이 지나면 - 고형동

### 희극지왕 부문
- 껌 - 홍성원
- 댄스 위드 마이 마더 - 김창훈
- 대회전 - 김진태
- 4교시 체육시간 - 예민희
- 썬크림 - 유승조
- 24개월 후 - 김찬년
- 정모날 - 윤재상
- 축지법과 비행술 - 이경섭
- 해독제는 없다 - 한지혜

### 절대악몽 부문
- 그레코로만 - 신현탁
- 김치컬트 - 조태희
- 낙원 - 박현근
- 달이 기울면 - 정소영
- D-24 - 신우석
- 바람이 지나는 길 - 김주임
- 섬 안의 섬, 그 안의 더 많은 바다, 그리고 그 안의 더 많은 섬들 - 김지영
- 안녕, 루키 - 이동욱
- 앱사피엔스 - 고현창
- 얼굴 - 이정행
- 주희 - 허정
- 트렁크 - 김현철
- piece,peace - 박재인
- 허창열씨 오구굿 - 강지원

### 4만번의 구타 부문
- 더티혜리 - 이요섭
- 쉐도우 - 김승래
- 선 - 김수진
- 시나리오 가이드 - 한준희
- 신세기 낭만시대 - 주장
- 辛 소림사 주방장 2 - 리건
- 우결 - 안기창
- 파편 - 신동훈